# جان مارشان (رسام)
جان مارشان (بالفرنسية: Jean Hippolyte Marchand)‏ هو رسام فرنسي، ولد في 21 نوفمبر 1883 في باريس في فرنسا، وتوفي بنفس المكان في 1940.